# Eugène et Ernest-Charles Appert
Pour les articles homonymes, voir Eugène Appert et Appert.

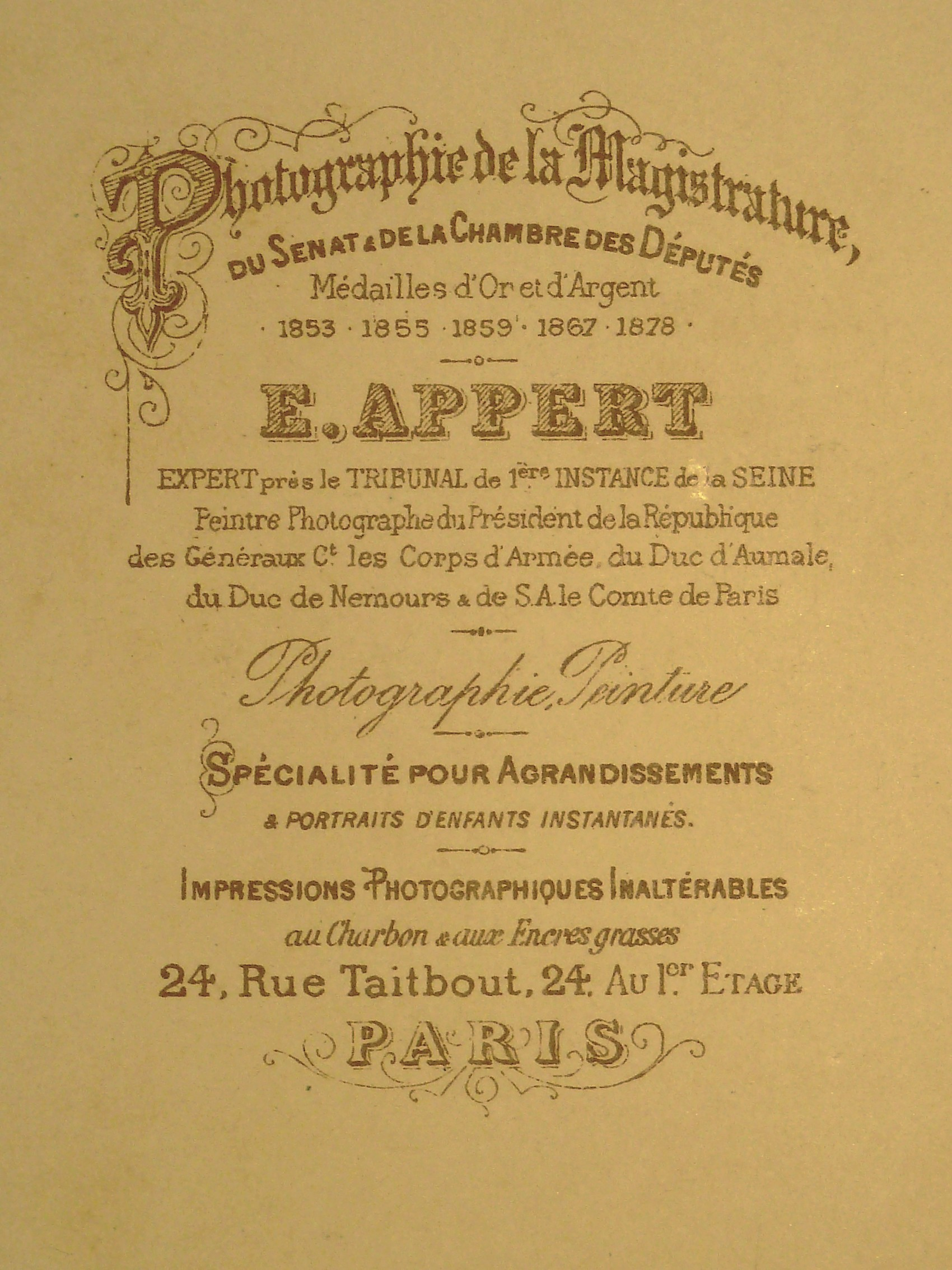
Dos des cartons des photos d'Eugène Appert, vers 1880.

Eugène-Léon Appert, né le 30 mars 1830 à Châteauroux et mort le 4 mars 1905 à Médan, et Ernest-Charles Appert, né le 10 septembre 1831 à Châteauroux et mort le 15 janvier 1890 à Paris, sont des photographes français célèbres pour leurs clichés de la Commune de Paris de 1871.
Eugène-Léon Appert, né en 1830, et Ernest-Charles Appert, né en 1831, ont quitté Châteauroux pour venir travailler dans la photographie à Paris, ils ont eu un temps une production commune ce qui entretient une confusion répandue sur l'attribution d'un prénom certain, Ernest ou Eugène à leurs travaux, les cartons portant la signature E.Appert. Les sources accessibles qui leur sont consacrées sont partagées, une incertitude latente reste donc à leur sujet.

## Biographie
Ernest Appert naît le 10 septembre 1831, fils naturel d'Anne Appert domestique comme son frère Eugène né le 30 mars 1830. Ernest et Eugène exercent le métier de photographe à Paris dès 1862 au 21 de la rue Louis-le-Grand associé d'abord avec Émile Defond en 1860, puis avec Alphonse Joseph Bousseton de 1861 à 1868 puis au 24 de la rue Taitbout jusqu'en 1877.
Les frères Appert se spécialisent dans la photographie portraitiste de personnalités politiques de tout bord (souverains, nobles, députés, sénateurs, magistrats) ; Ernest fut l'un des premiers à pratiquer le photomontage (procès de Blois en juillet 1870, traitant de différents complots contre la vie de Napoléon III, dans lesquels sont impliqués Gustave Flourens et Eugène Protot). En 1869, Appert réalise un portrait-carte de Jean-Baptiste Troppmann qui est surmonté de l'inscription manuscrite : « Troppmann, assassin ».
Pendant la guerre de 1870, Appert prend des clichés d'officiers français et prussiens. L'un ou l'autre des frères travaille pour le ministère de la Justice comme expert auprès du tribunal de la Seine, comme photographe judiciaire, pouvant ainsi prendre de nombreux clichés de prisonniers politiques.
Durant la Commune de Paris, Eugène prit fait et cause pour les Versaillais contre les communards. Il effectua, pour le compte de Thiers et du régime versaillais, un grand nombre de clichés de la répression versaillaise, à la fois sur le terrain opérationnel que dans les prisons des Chantiers et de Satory à Versailles. Il utilisa le principe du photomontage pour donner l'impression d'avoir photographié une réelle action, à des fins de propagande. Dans les semaines qui suivent les événements, il produit ainsi une série de photomontages intitulés les Crimes de la Commune, présentant notamment l'exécution d'otages à la prison de la Roquette, de celle des Dominicains place d'Italie, et de celle de la villa des Otages rue Haxo, perpétrés durant la Semaine sanglante. Il fait également un photomontage de l’exécution de Louis Rossel, Pierre Bourgeois et Théophile Ferré au camp de Satory par l'armée versaillaise.
Le musée d'art et d'histoire de Saint-Denis présente des photomontages attribués aux frères Appert.

## Postérité
Dans un article de 1988, Christine Lapostolle dit qu'Appert est « facilement oublié même de certains ouvrages portant sur l'histoire du photomontage ».

## Galerie

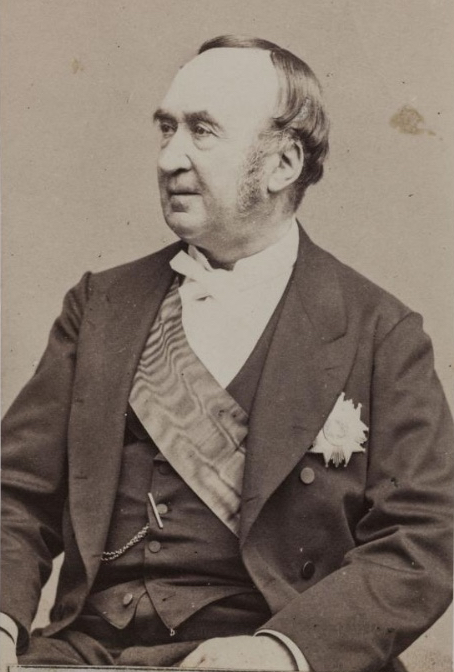
Prosper de Chasseloup-Laubat.
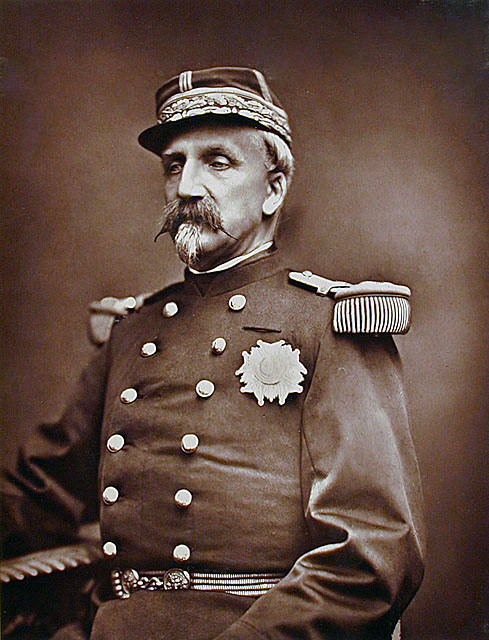
Le prince Henri d'Orléans, duc d'Aumale.
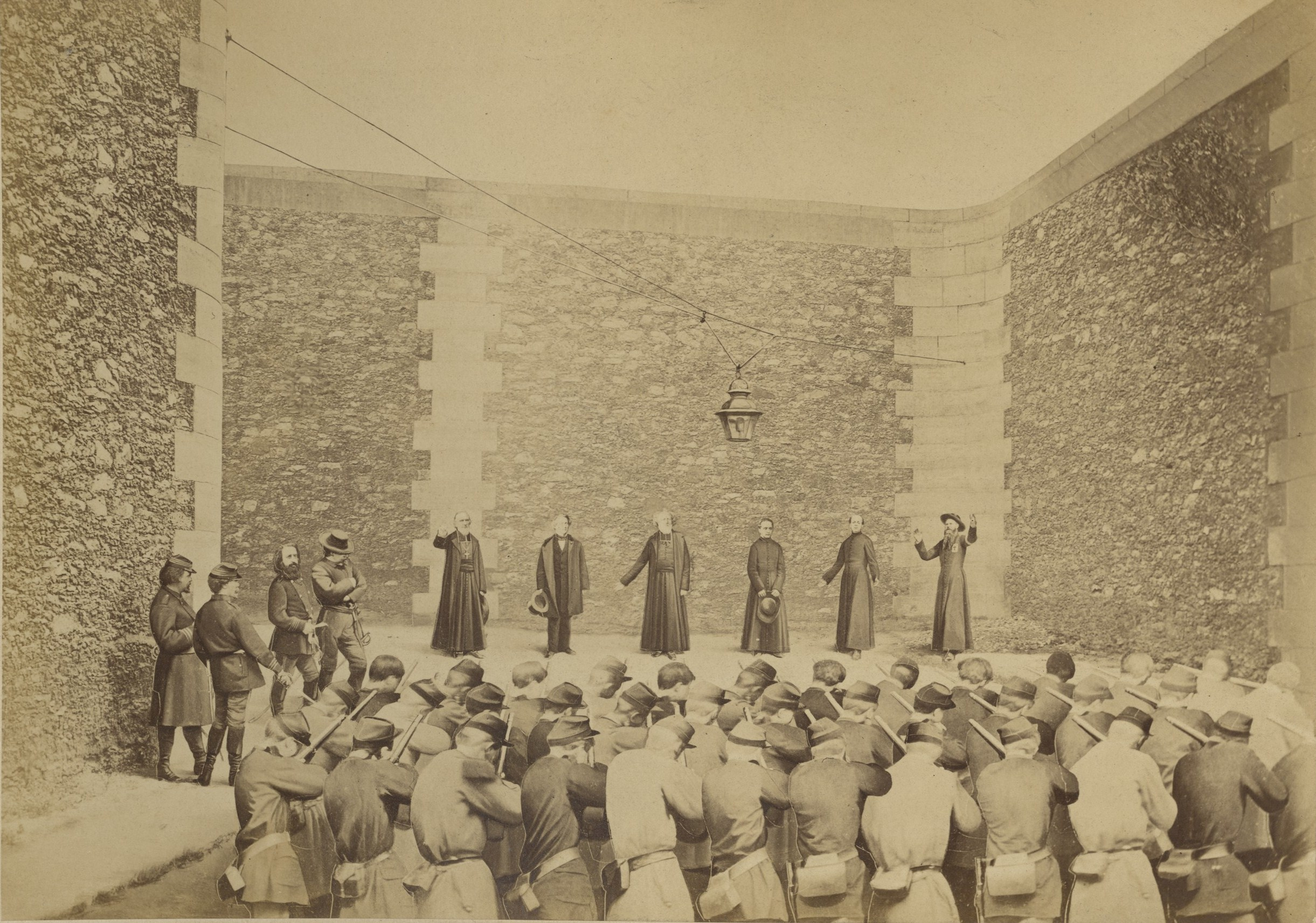
Photomontage de l'exécution d'otages (dont l'archevêque de Paris Georges Darboy) à la prison de La Roquette (24 mai 1871).
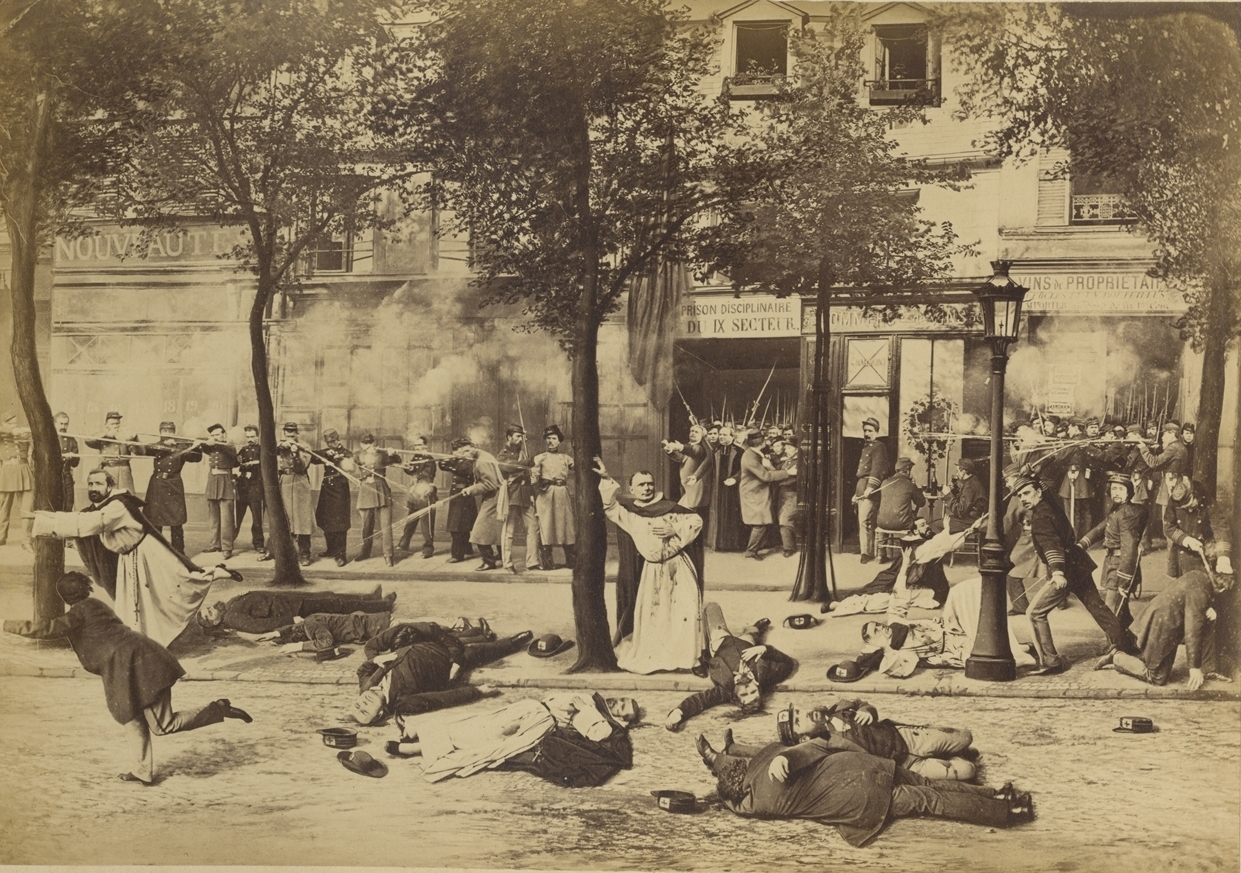
Photomontage de l'exécution des dominicains d'Arcueil, route d'Italie (25 mai 1871).
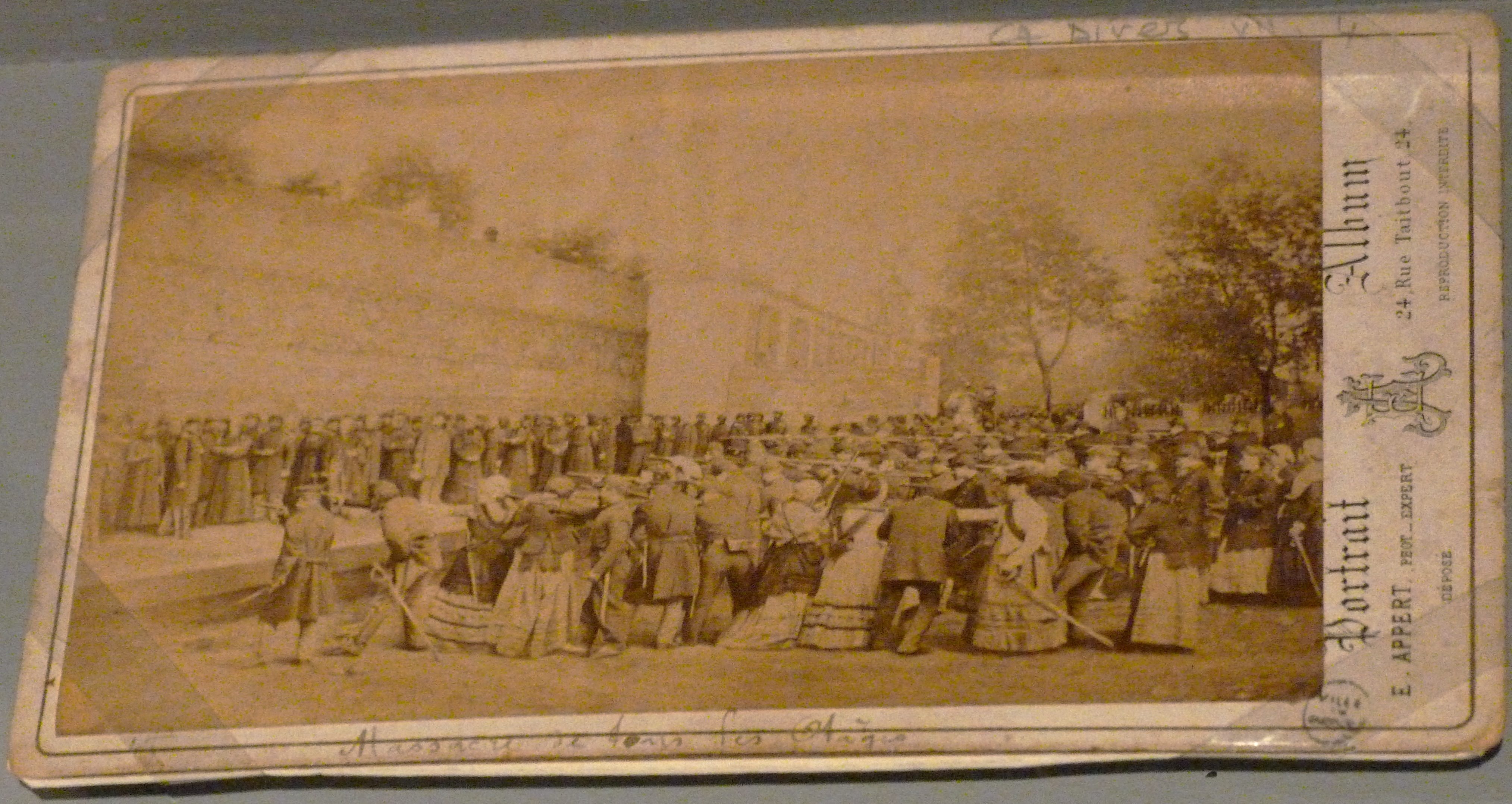
Photomontage de l'exécution de la villa des Otages, rue Haxo à Paris (26 mai 1871).